# Pik Vasilija Struve
Der Pik Vasilija Struve (englische Transkription von russisch Пик Василия Струве Pik Wassilja Struwe) ist ein Berg im ostantarktischen Königin-Maud-Land. In den Filchnerbergen der Orvinfjella ragt er nordwestlich des Kampekalven auf.
Russische Wissenschaftler benannten ihn. Namensgeber ist der deutsche Astronom Friedrich Georg Wilhelm Struve (1793–1864).